# Cançó (trobadors)
La cançó (occità, canso) és un gènere de la poesia trobadoresca.

## Aspectes generals
Els trobadors expressaven els seus sentiments a través de la composició que es denomina cançó (canso). Aquesta sol tenir una primera estrofa vibrant on el trobador associa l'arribada de la primavera, el temps novelh', a la seva situació anímica de goig amorós, de joi, que li incita a compondre un novel chant. Així ho descriu Guillem de Berguedà.
Els seus temes centrals i gairebé exclusiu és l'amor: l'amor cortès (o fin'amor) que participa dels aspectes socials i espirituals de l'època medieval. A la cansó es manifesten l'esperit i un concepte de vida propis d'una lírica integrada en la realitat sociopolítica del feudalisme.
Així l'amor té el mateix significat que als nostres dies, però també cal afegir-li'n un altre, que és el d'aliança (pacte, favor), és a dir, que el trobador intentarà aconseguir a través de la seva relació algun tipus de tracte beneficiós en l'aspecte material.
També cal tenir present l'adjectiu cortès. Cortesia és el terme que designa la conducta i la posició de l'home que viu a la cort i que per una educació especial esdevé el model d'un ideal humà de refinament i de valors espirituals. El trobador, com a personatge cortesà, participà d'aquestes característiques que entre altres són la lleialtat, la generositat, la valentia, el tracte elegant, etc.
Ampliant aquestes dues idees (amor i cortesia), cal constatar que les relacions jurídiques feudals es fan servir en la cançó:
- La dona és casada, ja que únicament d'aquesta manera adquireix categoria jurídica.
- Sovint se l'anomena midons (la meva dama), al marit se l'anomena gilós (de gelosia) i l'autor es denomina a ell mateix com a jo poètic, om ("home" en el sentit feudal del terme, o sigui "vassall") o com un cavaller. D'aquesta manera es reprodueix la situació pròpia del vassallatge.
- Moltes vegades s'estableix una doble relació: amorosa i social. És a dir, no es busca únicament la consecució de l'amor (aparentment), sinó una relació en què la dama, sempre per sobre del trobador socialment, li pugui concedir favors materials, directament o intercedint per ell. De fet, amb freqüència, el trobador parla de la seva senyora natural gairebé com una obligació (celebra la seva bellesa, bondat, seny) i això és acceptat -o així hauria de ser- pel marit com una cosa natural.

Sigui com sigui, la dama sol ser inaccessible (actitud pròpia de la dona, però encara més de la senyora) i el trobador ha de fer mèrits per ponderar les virtuts de la dama i la perfecció del seu amor i així aconseguir el premi. Això és degut al fet que la dama era la responsable de la relació i la que sortia perdent-hi més. S'acostumava a mostrar com inaccessible en l'amor espiritual en canvi en l'amor físic no es venerava tan la fidelitat, en ambdós tipus d'amor se la considerava perfecte i calia millorar moralment per a ser digne d'ella.
En aquest procés trobem una sèrie de conceptes importants propis de l'educació cortesana, com poden ser: largueza- generositat moral- enfront de avareza; escarsetat, mezura- equilibri, moderació-, pròpia de la persona de seny i que implica el domini d'un mateix i certa humilitat; discreció en la dama (ensenhamen- bona educació- en el trobador). Un terme molt freqüent és el de joi -terme difícil de traduir que es correspon a una mena d'alegria, d'exaltació interior, associada molt sovint a la primavera o a la presència o record de la dama.

## Personatges

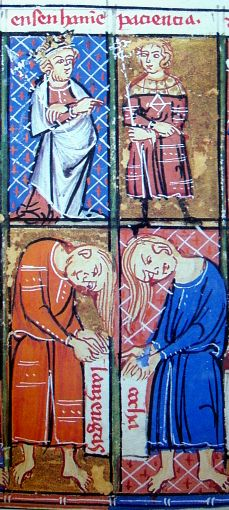
Dos contraris més: bona educació (discreció-tafaneria, paciència-còlera). Observeu com "lauzengas" és el vici dels "lauzengiers".

L'amor trobadoresc exigeix discreció, ja que la dona cantada és casada. Els personatges que intervenen normalment, a més del trobador, són:
- el gilós -el marit- del qual cal evitar les sorpreses i les ires.
- els lauzengiers -tafaners, aduladors, calumniadors-, que per tal de fer mèrits estan disposats a contar la més breu possibilitat d'infidelitat de la senyora.

Per no descobrir els amors, el trobador designa la dama amb un senhal (pseudònim) que sol figurar al final del poema, per ex.: Bela Vezor (Bella Visió), Bon Esper (Bona Esperança)... Els senyals i alguns dels personatges anteriors també poden aparèixer en els sirventesos, albes, i altres composicions.

## Tipus d'enamorat respecte la dama
Encara que no sol aparèixer de forma explícita, a les cançons hi sol haver una gradació en l'actitud i les característiques de l'enamorat que no estan tan allunyades del procés amorós que pot tenir lloc en l'actualitat:
- fenhedor (feignaire) (tímid): no s'atreveix a dirigir-se directament a la dama.
- pregador (pregaire) (suplicant): la dama li dona ànims per expressar el seu amor.
- entendedor (entendeire) (enamorat tolerat): la dama li dona penyores d'amor.
- drutz (amic, amant): Plenament acceptat per part de la dama (literàriament es dona poques vegades aquesta situació, encara que és el personatge protagonista de l'alba).

En bona part de les cançons, els trobadors se situen en el primer estadi i només a través del joglar són capaços de manifestar el que senten per la dama i esperen un petit reconeixement per part d'ella que pot venir per una mirada, una paraula o qualsevol altre gest insignificant. És possible que això sigui únicament una estratègia per desviar l'atenció del marit o altres personatges, que consentirien aquesta situació, i fins i tot la considerarien gratificant, pel fet que se sentirien orgullosos que la seva esposa o senyora fos lloada per altres, però en canvi no acceptarien, evidentment, que la dama tingués un "drutz".

## Mostra
Guillem de Cabestany, el trobador a qui s'atribueix una de les biografies més repetides i tristes de tots els temps té també una de les cançons més belles i conegudes de la lírica trobadoresca, en què mostra la seva total dedicació a la dama que el té presoner d'amor.